# The Fear: Resurrection
The Fear: Resurrection (titulada: The Fear 2 en Argentina, The Fear 2: Miedo en Halloween en España y Miedo II en México) es una película canadiense de terror de 1999, dirigida por Chris Angel, escrita por Kevin Richards, musicalizada por Robert O. Ragland y Zoran Borisavljevic, en la fotografía estuvo Brian Pearson y el elenco está compuesto por Gordon Currie, Stacy Grant, Emmanuelle Vaugier y Betsy Palmer, entre otros. El filme fue producido por Ubiquitous Productions Inc. y Devin Entertainment; se estrenó el 5 de octubre de 1999.

## Sinopsis
Mike le dice a su novia y a sus amigos de ir el fin de semana de Halloween a una casa de campo de su familia. Mike quiere hacer una fiesta en la que todos se pongan disfraces que representen sus peores miedos. Sin embargo, lo que debería ser una entretenida fiesta, se transforma en una salvaje ceremonia de terror y muerte, luego de la aparición de un antiguo muñeco de madera, Morty, que usan para celebrar un viejo ritual.